# Henri de L'Espée
Pour les articles homonymes, voir De L'Espée.
Henri de L'Espée, né le 27 septembre 1827 au château de la Malgrange à Jarville-la-Malgrange et mort assassiné le 25 mars 1871 à Saint-Étienne, est un ingénieur et homme politique français.

## Biographie
Polytechnicien de promotion 1846 et ingénieur du Corps des mines, Henri de L'Espée devient administrateur de la Compagnie des chemins de fer de l'Ouest.
Il est nommé préfet de la Loire le 20 mars 1871.
Le 25 mars 1871, le tout nouveau préfet de la Loire est arrêté par des émeutiers dans les couloirs de l'Hôtel de Ville de Saint-Étienne. On le presse de démissionner ou de proclamer la Commune. Une fusillade éclate ; le préfet et deux[Information douteuse] gardes nationaux sont tués.
L'Assemblée nationale, sur proposition des députés de la Loire, proclame deux jours après sa mort qu'« Henri de L'Espée, le vaillant magistrat, le généreux citoyen, a bien mérité de son pays ».

### Sources
- Charles-Henri Girin, La Commune de 1871 à Saint-Étienne, in La Commune de 1871 : L'Évènement, les Hommes et la Mémoire: éd. Université de Saint-Étienne, 2004,  (ISBN 2862723142)
- Gyp alias Sibylle Gabrielle Riquetti de Mirabeau, Henri de L'Espée.
- Jacques Aubert, Les Préfets en France : 1800-1940, éd. Librairie Droz, 1978,  (ISBN 2600033815)
- « Séance du lunid 27 mars 1871, à Versailles », Journal officiel de la République française,‎ 1871, p. 303 (lire en ligne)